# Dichte mist
Dichte mist is een hoorspel van Fred von Hoerschelmann. Dichter Nebel werd op 6 december 1961 uitgezonden door de Norddeutscher Rundfunk. Elisabeth Tekelenburg vertaalde het en de AVRO bracht het op donderdag 4 februari 1965. De regisseur was Dick van Putten. Het hoorspel duurde 80 minuten.

## Rolbezetting
- Louis de Bree (Abel Markus)
- Wam Heskes (vorst Ugarow)
- Tine Medema (Daisy)
- Joke Hagelen (Victorine)
- Jan Borkus (Peter Kort)
- Harry Bronk (Patrick)
- Dries Krijn (Leopas)
- Nora Boerman (de huishoudster)
- Wiesje Bouwmeester (Kathrine)
- Miep van den Berg (Emily)

## Inhoud
Hoog aan de zee, aan de rand van een klip, staat een eenzaam huis. Zonder dat iemand het weet, is het bewoond door de eigenaar. Jaren geleden had zijn familie hem onder curatele laten stellen, omdat hij in zijn fabrieken sociale hervormingen voorstond. Met de hulp van zijn secretaris is hij uit het sanatorium ontsnapt. Vijf wildvreemde mensen, die toevallig in het huis overnachten, nemen de rollen van zijn familie over. Plots ziet hij verbanden...